# 後続順序数
集合論および順序論における順序数の後者 (successor) あるいは後続順序数（こうぞくじゅんじょすう、英: successor ordinal）とは、与えられた順序数 α に対し、α より大きい最小の順序数を言う。

## 性質
0 を除く任意の順序数は後続順序数か極限順序数の何れかである。

## フォンノイマンのモデル
集合論における標準的なモデルとしてフォンノイマンの順序数モデルは、順序数 α の後者 S(α) を等式 {\displaystyle S(\alpha )=\alpha \cup \{\alpha \}} によって与える。
順序数の順序付けにおいて α < β となるための必要十分条件は、α ∈ β となることであったから、ここから直ちに二つの順序数 α, S(α) の間にはほかの順序数はなく、かつ明らかに α < S(α) が成り立つ。すなわち、この S(α) は α の後者としての条件を満足していることが確かめられる。

## 順序数の和
後者演算は（厳密には超限帰納法を通じて）順序数の和を定義するのに用いられる: {\displaystyle \alpha +0:=\alpha ,\quad \alpha +S(\beta ):=S(\alpha +\beta )} および、極限順序数 λ に対しては {\displaystyle \alpha +\lambda :=\bigcup _{\beta <\lambda }(\alpha +\beta ).}
特に、S(α) = α + 1 が成り立つ。乗法や冪も同様に定義される。

## 位相
後続順序数および 0 は順序位相に関して順序数全体の成す類の孤立点である